# 黄健 (1927年)
黄健（1927年5月—2010年12月28日），男，广东人，原中国国家田径队总教练，第五、六、七、八届全国政协委员。

## 生平
1927年5月出生在广东省的一个地下革命者家庭。1929年，跟随母亲前往苏联，被送入伊万诺沃国际儿童院。此后，在伊万诺沃市体校读书。高中毕业后成为体育教员，1947年考入莫斯科体育大学。
1951年底毕业后，黄健选择了回国，在人民大学任体育教员。1953年5月，被调至中央体育学院竞技指导科体训班（现国家体育总局训练局）任田径教练。历任运动系田径班教练员、副班主任、国家田径队总教练等职务。1957年11月17日，他培养的运动员郑凤荣以1.77米的高度刷新了女子跳高世界纪录。1970年11月8日，另一名得意弟子倪志钦以2.29米的成绩打破了前苏联选手布鲁米尔保持的2.28米的男子跳高世界记录。
文化大革命期间，黄健被下放到五七干校接受劳动改造，直到1976年才恢复正常的教练工作。不久，黄健结识了北京师范大学俄语教师瓦利亚，两人结婚。这之后，黄健又培养出了打破女子跳高亚洲记录的郑达真、杨文琴等名将。1990年，退休。
2010年12月28日，黄健因急性心肌梗在北京逝世，享年83岁。遗体告别仪式于2010年12月30日上午10点在北京八宝山公墓殡仪馆梅厅举行。

## 荣誉
1978年，荣获亚洲田径教练员协会授予的“优秀教练员”称号。
1987年，黄健荣获了国家体委授予的“体育运动荣誉奖章”。同年11月，获得国际业余田径联合会授予的“优秀田径工作者”称号，以及国际田径荣誉奖章。同年12月，黄健在体育报主办的“全国20名最佳教练员评选”中排名第6位。
1995年，俄罗斯驻华大使馆向黄健颁发了“伟大卫国战争胜利50周年奖章”。